# Kerkhof van Saméon
Het Kerkhof van Saméon is een gemeentelijke begraafplaats in de Franse gemeente Saméon in het Noorderdepartement. Het kerkhof ligt in het dorpscentrum rond de Église Saint-Martin.

## Britse oorlogsgraven
Op het kerkhof bevindt zich een perk met Britse oorlogsgraven. Het telt 6 geïdentificeerde graven uit de Eerste Wereldoorlog en wordt onderhouden door de Commonwealth War Graves Commission. In de CWGC-registers is het kerkhof opgenomen als Sameon Churchyard.